# Naouar Sahili
Pour les articles homonymes, voir Sahili.
Naouar Sahili (né au Hermel en 1967) est un homme politique libanais.
Diplômé en droit de l’Université Libanaise et de l’Université Lille II, il est membre du Hezbollah. Il devient en 2005 député chiite de Baalbeck-Hermel et membre du bloc de la fidélité à la Résistance.
Il est également le cousin de Talal Sahili, ancien ministre de l'agriculture au Liban entre 2005 et 2008.